# George Washington e la schiavitù
Il rapporto tra George Washington e la schiavitù fu controverso e dibattuto nonché oggetto di ricerche storiche e studi scientifici.

## L'istituzione della schiavitù in America

### Introduzione
Questa voce, non esauriente vuole analizzare il conflitto interiore che nacque nel padre fondatore degli Stati Uniti con l'istituzione della schiavitù. George Washington, purtroppo, poté garantire l'emancipazione dei suoi schiavi solo dopo la sua morte.

### Il Radicamento
L'istituzione della schiavitù era profondamente radicata nel tessuto economico e sociale della Virginia coloniale. Washington ereditò nel 1743, alla morte del padre, i suoi primi dieci schiavi all'età di undici. Gli schiavi di sua proprietà crebbe nel tempo, soprattutto attraverso l'eredità, l'acquisto e con i figli degli stessi schiavi. Nel 1759, ottenne il controllo degli schiavi Dower appartenenti alla tenuta Custis, avendo contratto matrimonio con Martha Dandridge Custis. 

### Il ripensamento postumo
A quel tempo il suo rapporto nei confronti della schiavitù rifletteva le opinioni prevalenti dei grandi latifondisti della Virginia, non dimostrando scrupoli morali sull'istituzione. Prima dello scoppio della prima guerra  americana tra sudisti e nordisti, il futuro presidente divenne scettico sull'efficacia economica dell'istituzione. Dopo la guerra, sebbene si sia espresso in privato a sostegno dell'abolizione attraverso un processo legislativo graduale, le sue prospere attività agricole erano ancora condizionate dal lavoro degli schiavi. Al momento della sua morte, avvenuta nel 1799, nella sua tenuta di Mount Vernon erano presenti 317 schiavi, 124 direttamente di sua proprietà, mentre il resto era da lui gestito per conto di altri proprietari.

### La gestione degli schiavi nell'azienda agricola
Washington era un padrone esigente. Forniva ai suoi cibo di base, vestiti e alloggi secondo gli standard sanitari dell'epoca, non sempre adeguati e con scarse cure mediche. In cambio, si aspettava che i suoi, durante la settimana lavorativa di sei giorni, lavorassero diligentemente dall'alba al tramonto. Circa tre quarti lavorava nei campi, mentre il resto era impiegato nella residenza principale, sia come domestici che come artigiani. Gli schiavi, inoltre, integravano la loro dieta andando a caccia, intrappolando e coltivando nel loro tempo libero, ortaggi, acquistando razioni, vestiti e articoli per la casa con le entrate provenienti dalla vendita di selvaggina e prodotti dell'orto. Attorno ai matrimoni e alle famiglie costruirono la propria comunità, anche se Washington esercitò la possibilità di assegnare gli schiavi alle diverse fattorie di sua proprietà, secondo le esigenze dell'azienda, senza riguardo alle loro relazioni, costringendo di fatto molti mariti a vivere separatamente dalle loro mogli e dai loro figli. Washington usò sia la ricompensa che la punizione per incoraggiare e disciplinare i suoi, ma era costantemente deluso quando non riuscivano a soddisfare i suoi severi standard. Resistettero alla schiavitù adottando diversi espedienti incluso il furto, per integrare cibo e vestiti, o fingendo malattie e scappando.

### I primi dubbi morali
I primi dubbi di Washington riguardo all'istituzione della schiavitù furono del tutto di natura economica, obbligato ad esercitare una transizione colturale, dal tabacco ai cereali avvenuta a partire dal 1760 che lo lasciò con un surplus di schiavi. Nel 1775, come comandante in capo dell'esercito continentale, inizialmente si rifiutò di accettare tra i combattenti gli afro-americani, liberi o schiavi, ma cambiò idea a causa della guerra. Il primo dubbio morale apparve solo nel 1778, durante gli sforzi per vendere alcuni dei suoi schiavi, quando Washington espresse disgusto per averli venduti in un luogo pubblico, desiderando che le famiglie non fossero divise a seguito della vendita. Le sue parole e le sue azioni pubbliche alla fine della Guerra d'indipendenza americana nel 1783 non mostrarono comunque sentimenti antischiavisti. Politicamente, Washington era preoccupato che una questione così controversa come la schiavitù non dovesse minacciare l'unità nazionale, e non parlò mai pubblicamente dell'istituzione. 

### Il pensiero privato
A metà degli anni del 1790, in privato, Washington prese in considerazione la possibilità di liberare tutti gli schiavi che controllava, ma non riuscì a realizzarla a causa della sua dipendenza economica e del rifiuto della sua famiglia di collaborare. La sua volontà prevedeva la loro emancipazione, l'unico padre fondatore proprietario di schiavi a farlo. Poiché molti dei suoi erano sposati con gli schiavi di Martha, che non poteva legalmente liberare, Washington stabilì che, ad eccezione del suo cameriere William Lee, che fu liberato immediatamente, i suoi schiavi verranno liberati solo alla morte di Martha. Li liberò nel 1801, un anno prima della sua morte, ma i suoi schiavi, invece di emanciparsi, raggiunsero le proprietà suoi nipoti per cui rimasero in schiavitù.